# Каконко
Каконко (суахили и англ. Kakonko) — город на северо-западе Танзании, на территории области Кигома. Административный центр одноимённого округа.

## Географическое положение
Город находится в северной части области, вблизи границы с Бурунди, на высоте 1468 метров над уровнем моря.
Каконко расположен на расстоянии приблизительно 227 километров к северо-востоку от города Кигома, административного центра провинции и на расстоянии приблизительно 990 километров к западу-северо-западу (WNW) от столицы страны Дар-эс-Салама.

## Транспорт
Через город проходит автомагистраль B8. Ближайший аэропорт расположен в городе Кибондо.